# Они никогда не станут старше
«Они никогда не станут старше» (англ. They Shall Not Grow Old) — документальный фильм режиссёра и продюсера Питера Джексона. Картина приурочена к 100-летию окончания Первой мировой войны. Премьера фильма состоялась 16 октября 2018 года на международном кинофестивале в Лондоне.

## Сюжет
Документальный фильм о Первой мировой войне с неизвестными ранее кадрами, посвященными столетию окончания войны.

## Релиз
Первый трейлер документального фильма появился 28 сентября 2018 года на официальном канале Имперского военного музея в YouTube. Премьера фильма состоялась 16 октября 2018 года на международном кинофестивале в Лондоне.

## Критика
Фильм получил высокие оценки кинокритиков. На сайте Rotten Tomatoes у него 100 % положительных рецензий на основе 147 отзывов со средней оценкой 8,72 из 10. Критический консенсус сайта гласит: «Впечатляющее техническое достижение с сильным эмоциональным воздействием, „Они никогда не станут старше“ отдают блестящую кинематографическую дань жертве поколения». На сайте-агрегаторе Metacritic у фильма 91 балл из 100 на основе 26 рецензий, что указывает на «всеобщее признание».

## Номинации и награды
| Список наград и номинаций | Список наград и номинаций         | Список наград и номинаций                                                                  | Список наград и номинаций | Список наград и номинаций | Список наград и номинаций |
| Год                       | Кинофестиваль/Кинопремия          | Категория                                                                                  | Номинант(ы) | Результат                 | Ист.                      |
| ------------------------- | --------------------------------- | ------------------------------------------------------------------------------------------ | --- | ------------------------- | ------------------------- |
| 2019                      | BAFTA                             | Лучший документальный фильм                                                                | Питер Джексон | Номинация                 | [ 7 ]                     |
| 2019                      | Golden Reel Awards                | Best Sound Editing: Sound Effects, Foley, Dialogue, ADR and Music in a Feature Documentary | supervising sound editor: Martin Kwok, Brent Burge, Melanie Graham, Justin Webster, Emile de la Rey adr supervisor: Nigel Stone sound effects editor: Hayden Collow, Dave Whitehead dialogue editor: Matt Stutter, Helen Luttrell, Chris Todd, Matthew Lambourn foley artist: James Carroll, Craig Tomlinson, Tom Scott-Toft | Победа                    | [ 7 ]                     |
| 2019                      | London Critics Circle Film Awards | Документальный фильм года                                                                  | «Они никогда не станут старше» | Номинация                 | [ 7 ]                     |
| 2019                      | Роттердамский кинофестиваль       | Приз зрительских симпатий                                                                  | Питер Джексон | Номинация                 | [ 7 ]                     |